# Yu Jae-gwon
Yu Jae-gwon (kor.유 재권; ur. 22 czerwca 1946) – południowokoreański zapaśnik w stylu wolnym. Olimpijczyk z Montrealu 1976, gdzie odpadł w eliminacjach w kategorii 74 kg. Czwarty na igrzyskach azjatyckich w 1970 roku.